# Educación propagandística
La educación propagandística es una forma de educación cuyo fin principal es el de difundir una idea, producto, o forma de pensamiento, sirviéndose para ello de las herramientas educativas. A pesar de que no sea el fin último de la educación, se puede apoyar en esta para lograr un fin concreto.
Generalmente se le atribuye a este tipo de educación una connotación negativa, debido a que puede ser usada, y a lo largo de la historia lo ha sido, con fines comerciales o ideológicos. Sin embargo la educación propagandística también puede tener como fin la difusión de valores, como por ejemplo el de la lectura.

## Tipos de educación propagandística
Atendiendo a los fines con los que se utilice la educación propagandística se pueden distinguir los siguientes tipos.

### Fines comerciales
Se trata de difundir la necesidad de adquirir o consumir un producto a través de un enfoque de la educación hacia esa necesidad, o intercalando dicha necesidad con la educación normalizada, produciendo así una mercantilización de la educación. En algunos colegios americanos existen en los comedores escolares puestos de Pizza Hut o Burger King, firmando incluso contratos que prohíben la venta en el comedor de productos de ese género para evitar competencia. En ocasiones este uso del entorno educativo deforma incluso los valores de la propia educación.
Éste es el caso por ejemplo de un experimento realizado por Coca-cola en 1998. Se realizó un concurso en el que se involucraron varias escuelas, y que trataba de que la escuela que encontrase la mejor estrategia para difundir cupones de la marca entre sus alumnos ganaría 500 dólares. A tal extremo llegó que en el colegio secundario Greenbriar de Evans (Georgia) se marcó el "Día oficial de la Coca-cola", en el cual todos los niños debían llevar puestas camisetas de la marca, hacerse fotos de grupo formando entre todos las palabra de la marca, y asistir a conferencias dadas por los directivos de la empresa. Se llegó a tal extremo que un estudiante fue suspendido por llevar puesta, "en un acto de provocación" una camiseta de la compañía Pepsi.1

### Fines ideológicos
Trata de difundirse un tipo de ideología o forma de pensar a través de la introducción de matices en los contenidos de la educación ordinaria.
Esta forma de educación ha sido utilizada más frecuentemente en épocas de cambios de régimen político de países, pues es en ese momento en el que es más necesario convencer a la sociedad de que el cambio de ideología o régimen es favorable a la sociedad, y eso se logra con mayor facilidad desde la educación, que marca el desarrollo de la sociedad futura.
En el régimen franquista por ejemplo, se podía ver en un libro de educación primaria como ejemplo de antónimos "blanco y negro" acompañado de las ilustraciones de una cara de un hombre blanco y de uno negro; seguido inmediatamente de otro ejemplo: "bueno y malo".
Éste es un claro ejemplo de educación propagandística por medio de mensajes subliminales, pues da por hecho que el hombre blanco es el bueno y el negro el malo.

### Difusión de valores
La educación propagandística no sólo implica querer convencer de una ideología o de un consumo, sino que también sirve para difundir valores entre los alumnos. Puede, por ejemplo, ayudar a difundir hábitos de higiene, lectura, solidaridad, etc.
Esto se manifiesta a través de actos, conferencias, o celebraciones llevados a cabo en centros educativos como por ejemplo el Día del Libro, o el Día de la Paz.
Claro que éste uso también ha servido en ocasiones para asociar dichos valores a una ideología concreta, en cuyo caso el fin último sería el citado con anterioridad, el de convencer de una ideología.

## Polémica
El concepto de educación propagandística ha suscitado siempre cierta confrontación, ya que la frontera entre la ideología y los valores no es nítida en muchos casos, pues el que la utiliza ideológicamente, en ocasiones trata de camuflar dicha intención tras la difusión de ciertos valores.
¿Quién decide dónde termina la difusión de valores dando lugar a la ideología? Depende de la sociedad, es esta la que decide cuando aceptar los valores o rechazar la ideología, pues es la que recibe dicha educación.